# Ulica Adama Mickiewicza w Śremie

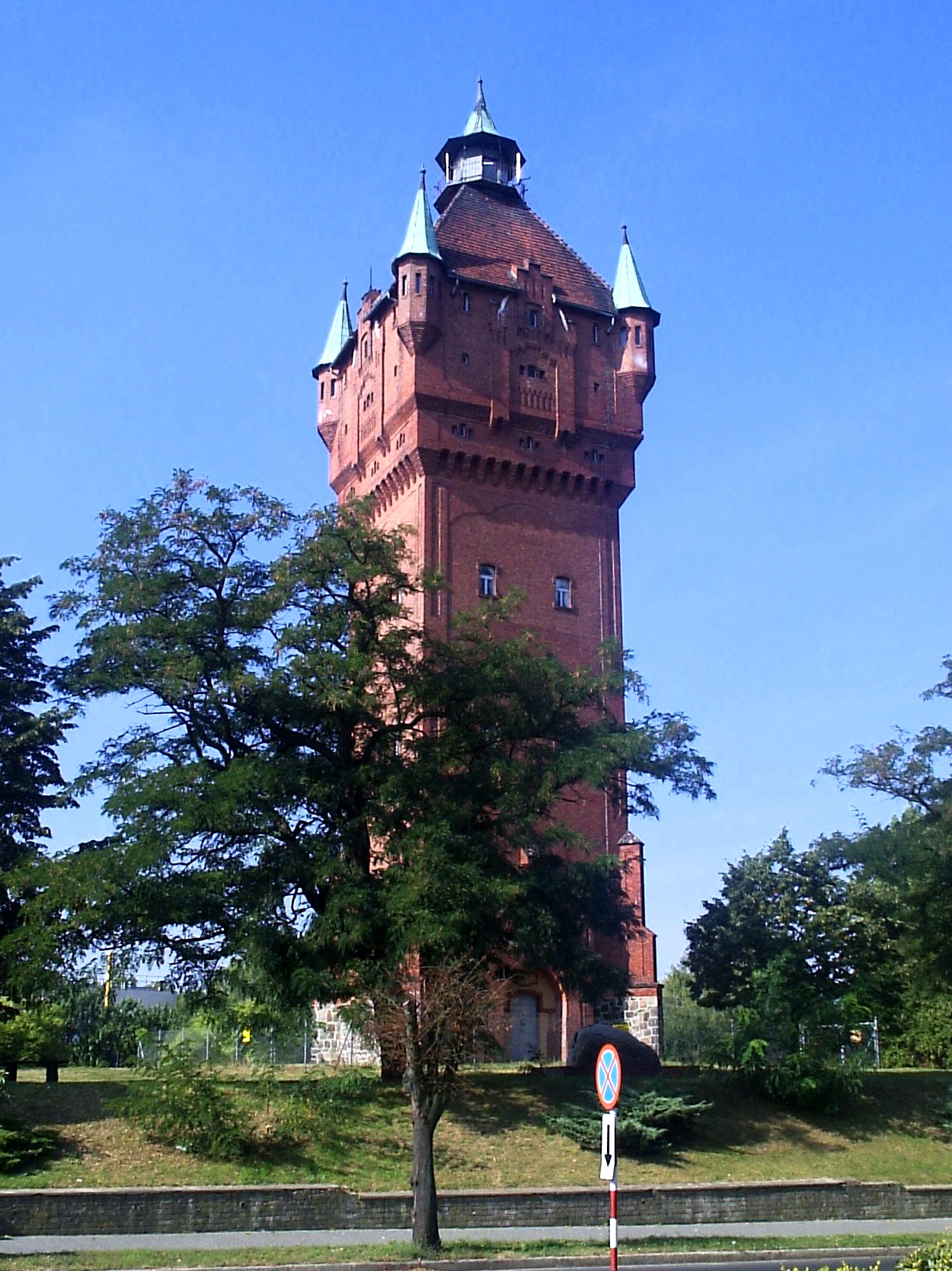
Wieża Ciśnień

Ulica Mickiewicza w Śremie - reprezentacyjna ulica w Śremie o długości 1,267 km, położona w pobliżu lewego brzegu Warty. W tym miejscu zlokalizowane było po raz pierwszy miasto Śrem, któremu w 1253 nadano prawa miejskie, a w 1393 przeniesiono na wyspę Kobylec (dzisiejsze Starówka). W miejscu dzisiejszej wieży ciśnień do XVII w. stał kościół św. Mikołaja. Od XX wieku powstawały przy ulicy urzędy państwowe, wille wyższych urzędników i oficerów.

## Zabytki
- Wieża Ciśnień projektu Ksawery Geislerz 1909 roku o wysokości 43,7 metrów, przypomina gotyckie baszty obronne.
- Landratura z końca XIX wieku, obecnie Komenda Powiatowa Policji.
- Budynek Starostwa Powiatowego reprezentacyjny budynek z portalem wejściowym, nawiązujący do renesansu holenderskiego powstały w 1904 roku.
- Zespół poklasztorny Klarysek składający się z barokowej kaplicy Matki Boskiej Wniebowziętej i poklasztornego budynku z XVIII wieku.
- Budynek Ośrodka Reumatologicznego modernistyczny z 1907, arch. Japp nawiązujący do stylu gotycko-renesansowego.[2]

## Urzędy i instytucje państwowe
- Urząd Miejski
- Urząd Stanu Cywilnego
- Powiatowy Urząd Pracy
- Komenda Powiatowa Policji
- Straż Miejska
- Starostwo Powiatowe

## Pozostałe obiekty
- Ośrodek Zdrowia, dawniej Zakład Przyrodoleczniczy z 1927, w sąsiedztwie rośnie dąb szypułkowy, który jest pomnikiem przyrody.
- Śremski Ośrodek Kultury
- Muzeum Śremskie
- Zakład Opiekuńczo-Leczniczy dla kobiet

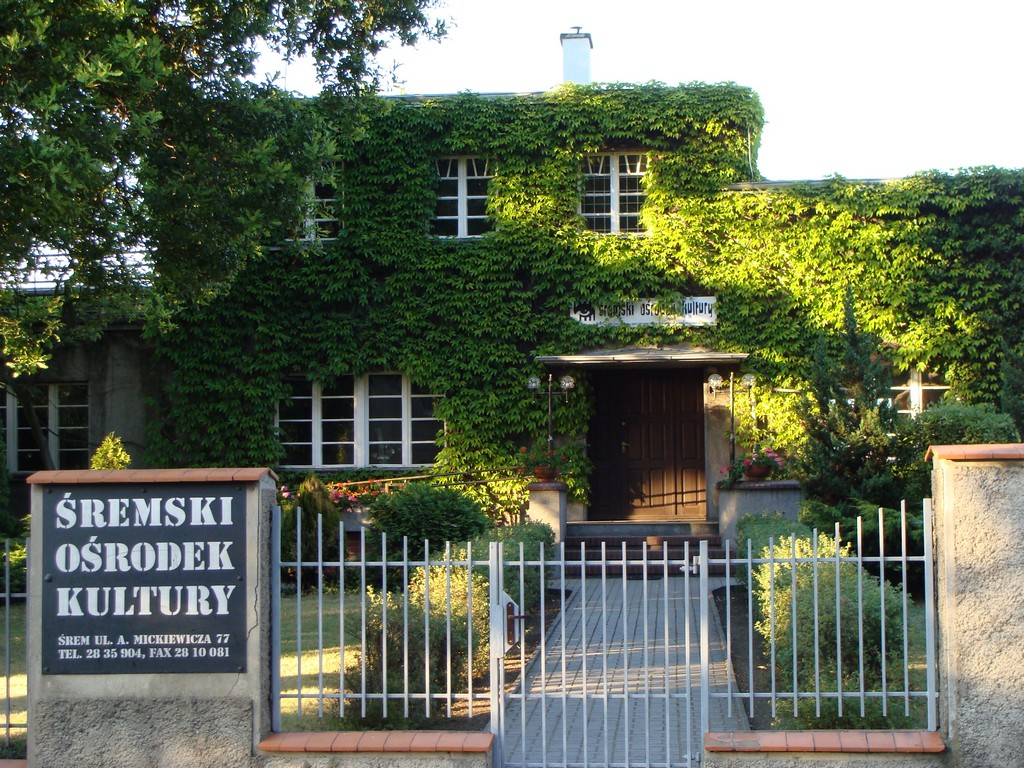
Śremski Ośrodek Kultury

- Poznański Ośrodek Reumatologiczny